# Усачевско-Чернявское училище
Усачевско-Чернявское училище (Усадьба Кошелевых, Мальцовых, Нечаевых) — выявленный памятник архитектуры в Москве, памятник раннего классицизма. Главный дом усадьбы бригадира Родиона Кошелева, построенный до 1778 года.
В XIX веке усадьба принадлежала Мальцовым (владельцам Гусь-Хрустального завода) и Нечаевым. Среди хозяев выделяется основатель музея Куликова поля Степан Дмитриевич Нечаев. Здесь жил в детстве будущий меценат Юрий Степанович Нечаев-Мальцов.
Позднее усадьбу занимало Усачевско-Чернявское женское училище, пристроившее к восточному торцу дома церковь Александра Невского.
В 1939 году дом и бывшая церковь расширены и надстроены для общежития Военной академии имени Фрунзе (архитектор В. Г. Дувидзон, инженер А. Аллендорф под руководством Александра Веснина). Усадебный парк уничтожен поздней застройкой.
В 1980-е или 1990-е годы Академия покинула дом, общежитие выселено. С 2001 года памятник закреплен на праве оперативного управления за Российским государственным университетом правосудия.

## Современное состояние
По состоянию на 2019 год здание пустует, фасады затянуты сеткой. Разрушаются белокаменные колонны, осыпается декор, местами выбиты стекла. Существует постановление Правительства России 2012 года «О сделке по привлечению инвестиций» в объект федеральной собственности. В 2013 году Мосгорнаследие предписало пользователю провести работы по сохранению памятника в срок до 2018 года, но по состоянию на 2019 г. они не начаты. В октябре 2015 года в доме зафиксирован пожар на площади 80 м². Согласно отчету пожарных, вероятная причина — неосторожное обращение с огнем бездомными. В августе 2016 г. Мосгорнаследием оформлен Акт технического состояния объекта и выдано предписание о выполнении полного комплекса работ по сохранению памятника в срок до ноября 2020 г.
В мае 2022 года начались реставрационные работы здания. В сентябре 2023 года стало известно, что ГК ЛСР, которая выкупила здание усадьбы, готовит проект приспособления земельного участка.